# Јоасаф Московски
Митрополит Јоасаф (Скрипицин; † 1555, манастир Тројице-Сергијева лавра) - од 1539. митрополит московски и све Русије, наследник митрополита Данила.
Православна црква га прославља као светитељ  27. јула (јулијански календар) на дан упокојења, као и на дан Сабора московских и Радоњешких светитеља.

## Биографија
Прва поуздана чињеница његове биографије је да је 1529. године из старца произведен у игумана Светотројичког Сергијевског манастира.
Године 1530. био је наследник духовник сина Василија III  - будућег цара Ивана IV .
6. фебруара 1539. године изабран је од игумана Тројице-Сергијевог манастира за московског митрополита.
Године 1540. поднео је молбу суверену за ослобађање кнеза Ивана Белског из затвора. Од тада је заједно са Белским био „први саветник“ суверена. Незадовољни овим, Шујски су га свргнули 3. јануара 1542. и протерали у Белоозеро у Кириловски манастир. Касније, после 1547. године, вратио се у манастир Свето Сергијевске Тројице, где се и упокојио 27. јула 1555. године.
Јоасаф је заслужан за састављање житија новгородског архиепископа Серапиона и ослобађање светог Максима Грка из тамнице.
Сахрањен у јужном трему Саборне цркве Свете Тројице Тројице-Сергијевог манастира; мошти леже скривене.
Макарије је постао Јоасафов наследник на митрополитском престолу.

## Канонизација
10. јула 1981. године, по благослову Патријарха московског и све Руског Пимена, Свети Јоасаф је укључен у Сабор Радоњешких светитеља. 1997. године, по благослову Патријарха московског и све Русије Алексија II и одлуком Светог Синода, уврштен је у Сабор московских светитеља. 3. фебруара 2016. године, одлуком Архијерејског Сабора Руске Православне Цркве, канонизован је за општецрквено поштовање.